# Karel Kachyňa
 (octobre 2016).
Si vous disposez d'ouvrages ou d'articles de référence ou si vous connaissez des sites web de qualité traitant du thème abordé ici, merci de compléter l'article en donnant les références utiles à sa vérifiabilité et en les liant à la section « Notes et références ».
Karel Kachyňa, né le 1er mai 1924 à Vyškov (Tchécoslovaquie) et mort le 12 mars 2004 à Prague (République tchèque) est un réalisateur tchécoslovaque.

## Œuvre
La musique de plusieurs de ses films a été composée par Jan Novak.
En 1976, il réalise La Petite Sirène, d'après l'œuvre éponyme de Hans Christian Andersen.
Son film L'Oreille est en compétition au Festival de Cannes 1990.
En 1991, il réalise Le Cri du papillon (Poslední motýl), avec Brigitte Fossey et Ingrid Held.

## Filmographie partielle
Sauf indication contraire, les informations mentionnées dans cette section peuvent être confirmées par la base de données cinématographiques IMDb,  présente dans la section « Liens externes ».
- 1950 : Za život radostný (cs) — documentaire
- 1950 : Není stále zamračeno (cs) — documentaire
- 1953 : Le cœur bat à l'unisson (Lidé jednoho srdce) — documentaire
- 1959 : Les Contrebandiers de la mort (cs) (Král Šumavy)[1]
- 1961 : Les Tourments (cs) (Trápení)
- 1964 : L'Espoir (Naděje)[2]
- 1964 : Le Grand Mur (cs) (Vysoká zeď)
- 1965 : Vive la république ! (At' zije republika)
- 1966 : La Charrette pour Vienne (Kočár do Vidnĕ)
- 1967 : La Nuit de la nonne (cs) (Noc nevěsty)
- 1970 : L'Oreille (Ucho) — film censuré et sorti en 1990
- 1971 : À nouveau, je saute au-dessus des marelles (cs) (Už zase skáču přes kaluže)
- 1972 : Le Train pour la station Ciel (Vlak do stanice Nebe)[3]
- 1974 : Robinsonka
- 1976 : La Petite Sirène (Malá mořská víla)
- 1976 : Smrt mouchy
- 1978 : Čekání na déšť (cs)
- 1980 : L'Amour sous les gouttes de pluie (cs) (Lásky mezi kapkami deště)
- 1983 : Infirmières (cs) (Sestřičky)
- 1987 : La Mort des beaux chevreuils (cs) (Smrt krásných srnců)
- 1991 : Le Cri du papillon (en) (Poslední motýl)
- 1993 : La Vache (cs) (Kráva)